# Molinillo, Mexiko
Molinillo är en ort i Mexiko.   Den ligger i kommunen Las Minas och delstaten Veracruz, i den sydöstra delen av landet, 210 km öster om huvudstaden Mexico City. Molinillo ligger 1 319 meter över havet och antalet invånare är 386.
Terrängen runt Molinillo är varierad. Runt Molinillo är det ganska tätbefolkat, med 160 invånare per kvadratkilometer. Närmaste större samhälle är Atzalan, 14,8 km nordväst om Molinillo. I omgivningarna runt Molinillo växer i huvudsak blandskog.